# كربون تراكر
كربون تراكر (بالإنجليزية: Carbon Tracker)‏، وبالترجمة الحرفية تعني (تتبع الكربون) هي مجمع تفكير غير ربحية مقرها لندن، وتعمل على أبحاث ودراسات عن تأثير الاحتباس الحراري على الأسواق المالية. وقد أشاعت هذه المنظمة فكرة فقاعة الكربون (بالانجليزية:Carbon bubble)، وهي الفكرة التي تصف عدم التوافق بين التطوير المستمر لمشاريع الوقود الأحفوري والتخفيف من آثار تغير المناخ.

## تاريخها وأعمالها
أسس منظمة كربون تراكر مدير الصناديق في المملكة المتحدة مارك كامبانيل بالشراكة مع جيريمي ليجيت الذي شغل منصب رئيس مجلس الإدارة. وفي أول تقريرين للمنظمة، وهما: الكربون غير القابل للاحتراق (2011)؛ والكربون غير القابل للاحتراق (2013)، وصفا بأن ما يصل إلى ثلثي احتياطيات العالم المعروفة وموارد النفط والفحم والغاز لا يمكن حرقها مع تجنب مستويات خطيرة من تغير المناخ. وهو الأمر لخصه الكاتب في الفاينانشيال تايمز، مارتن وولف بقوله: "إنّ الاستنتاج بسيط للغاية: حرق الاحتياطيات المعروفة من الوقود الأحفوري لا يتوافق مع تحقيق الأهداف المناخية التي حددتها الحكومات لنفسها".
تهدف اتفاقية باريس، التي تبنتها الدول في ديسمبر 2015، إلى إبقاء متوسط ارتفاع درجة الحرارة العالمية أقل من 2 درجة مئوية، من أجل تجنب وتقليل بعض المخاطر والآثار الشديدة للاحتباس الحراري. ولكن هذا الهدف يتطلب ألا تتجاوز مستويات ثاني أكسيد الكربون المنبعثة في الغلاف الجوي بحلول عام 2050 - وهي ميزانية الكربون- 900 جيجا طن.
كما أظهرت تقارير المنظمة بالاعتماد على بحث من معهد بوتسدام لأبحاث تأثير المناخ، أن احتياطيات وموارد العالم من الفحم والنفط والغاز ستطلق في حالة حرقها أكثر من ثلاثة أضعاف هذه الكمية: حوالي 2800 جيجا طن. وهذا يثير احتمال أنه من خلال تمويل تطوير الوقود الأحفوري وإنتاجه الذي قد لا يُستهلك أبدًا، يتعرض المستثمرون لخطر "الأصول العالقة Stranded asset"، والتي تصبح غير مربحة بسبب اللوائح المناخية والبدائل التكنولوجية مثل الطاقة المتجددة. وصفت رويترز هذه الفكرة - المستثمرين الذين مولوا "فقاعة الكربون" - بأنها أصبحت "جزءًا من قاموس تغير المناخ". وقد شكلت الأساس للتحذيرات عن "الأصول العالقة" من محافظ بنك إنجلترا مارك كارني، وألهمت مجموعات مثل صندوق الثروة السيادية النرويجي بالتخلص من المليارات من ممتلكات الوقود الأحفوري.
بحثت أبحاث المنظمة اللاحقة في الآثار المترتبة على سيناريوهات انخفاض الطلب وانخفاض الكربون على أنواع الوقود الأحفوري المختلفة مقابل سيناريوهات انخفاض الطلب والأسعار وانبعاثات الكربون. وقد ردد مارك كارني تحذير المنظمة بشأن الأصول العالقة في خطاب ألقاه عام 2015 لشركات التأمين في لندن. تبع ذلك إطلاق فريق عمل معني بالإفصاحات المالية المتعلقة بالمناخ تحت رعاية مجلس الاستقرار المالي.

### التقارير
تتضمن تقارير كربون تراكر ما يلي:
- الكربون غير القابل للاحتراق - هل الأسواق المالية في العالم تحمل فقاعة؟ (2011)
- الكربون غير القابل للاحتراق 2013: رأس المال المهدر والأصول العالقة (2013) (بحث مشترك مع معهد جرانثام لأبحاث تغير المناخ والبيئة في كلية لندن للاقتصاد )[14]
- سلسلة منحنيات تكلفة إمداد الكربون:
  - منحنيات تكلفة إمدادات الكربون: تقييم المخاطر المالية لنفقات رأس المال النفطي (2014)[15]
  - منحنيات تكلفة إمدادات الكربون: تقييم المخاطر المالية لنفقات رأس مال الفحم (2014)[16]
  - منحنيات تكلفة إمدادات الكربون: تقييم المخاطر المالية لنفقات رأس مال الغاز (2015)[17]
- ضائع في المرحلة الانتقالية: كيف يفقد قطاع الطاقة التدمير المحتمل للطلب (2015)[18][19]
- منطقة خطر الأصول التي تقطعت بها السبل بقيمة 2 تريليون دولار: كيف تخاطر شركات الوقود الأحفوري بتدمير عوائد المستثمرين (2015)[20]
- الإحساس والحساسية: تعظيم القيمة من خلال محفظة ثنائية الأبعاد (2016)[21][22]
- توقع غير المتوقع: القوة التخريبية للتقنية منخفضة الكربون (2017) (بحث مشترك مع معهد جرانثام لأبحاث تغير المناخ والبيئة في إمبريال كوليدج )[23][24]
- نهاية العالم الآن (2019)[25]
- كيف تضيع أكثر من نصف تريليون دولار (2020)[26]
- معضلة الطاقة في بولندا: طاقة الغاز الجديدة تحبس دافعي الضرائب في مستقبل مكلف (2022)[27][28]

## المنظمة في وسائل الإعلام
في عام 2012، قدم مقال في مجلة رولينج ستون للكاتب والناشط بيل ماكيبين بحث المنظمة حول "فقاعة الكربون" إلى جمهور أوسع وأدى المقال إلى بدء بيل ماكيبين حملة تدعو إلى تصفية الاستثمارات في الوقود الأحفوري، والتي شهدت اعتبارًا من ديسمبر 2015، المنظمات التي تدير أكثر من 5.46 دولار تريليون تعهد بالتصفية الجزئية أو الكلية.
وقد أُستشهد بتحليل المنظمة من قبل بنوك الاستثمار إتش إس بي سي، وسيتي غروب وجي بي مورغان تشيس، وشركات استشارية مثل أكسنتشر، والبنك المركزي الهولندي. كما أثارت مجموعة من الردود من شركات النفط الكبرى. فقد صرحت شركة إكسون موبيل بأنها "واثقة من عدم وجود أي من احتياطياتنا الهيدروكربونية عالقة الآن أو أنها ستصبح عالقة". بينما اعترفت شيفرون بأن "بعض الأصول عالية التكلفة حول العالم يمكن أن تتأثر بحالة افتراضية مقيدة بانبعاثات غازات الدفيئة"، وجادلت بالمثل بأن مخاطر الأصول العالقة "يمكن التحكم فيها". كما عبرت شركات أخرى عن مواقف مختلفة مثل شركة بريتيش بتروليوم وستات أويل. ووفقًا لتقرير مبادرة كربون تراكر في مارس 2020، ستكون محطات طاقة الرياح والطاقة الشمسية قريبًا أرخص من تشغيل محطات الطاقة الحالية التي تعمل بالفحم، وستعاني طاقة القائمة على الفحم إذا سُعرت الأسواق بشكل عادل.